# Stenygra euryarthron
Stenygra euryarthron là một loài bọ cánh cứng trong họ Cerambycidae.